# Akademia Policyjna 5: Misja w Miami Beach
Akademia Policyjna 5: Misja w Miami Beach (ang. Police Academy 5: Assignment: Miami Beach) – amerykańska komedia z 1988 roku. Piąty film z serii o Akademii Policyjnej.

## Obsada
- Bubba Smith jako sierżant Moses Hightower
- David Graf jako sierżant Eugene Tackleberry
- Michael Winslow jako sierżant Larvell Jones
- Leslie Easterbrook jako porucznik Debbie Callahan
- Marion Ramsey jako sierżant Laverne Hooks
- Janet Jones jako Kate
- Lance Kinsey jako porucznik Proctor
- Matt McCoy jako sierżant Nick Lassard
- G.W. Bailey jako kapitan Thaddeus Harris
- George Gaynes jako komendant Eric Lassard
- René Auberjonois jako Tony
- George R. Robertson jako inspektor Henry Hurst
- Tab Thacker jako oficer Thomas 'House' Conklin
- Archie Hahn jako Mouse
- James Hampton jako burmistrz Miami
- Jerry Lazarus jako Sugar
- Dan Barrows jako woźny Bob
- Dana Mark jako kończąca Akademię Policyjną
- Richard Jasen jako dziecko z samolotem
- Ruth Farley jako informacja na lotnisku
- Kathryn Graf jako stewardesa
- Via Van Ness jako druga stewardesa

## Fabuła
Komendant Lassard dostaje nagrodę, którą ma odebrać na zjeździe komendantów w Miami Beach. Decyduje się zabrać swoich najlepszych policjantów. Na wieść o tym kapitan Harris postanawia także udać się do Miami, żeby tam osobiście pogratulować Lassardowi. W tym samym czasie zostają skradzione z muzeum diamenty, a pech w tym, że gangsterzy udają się z nimi do Miami.